# La Fille la plus heureuse du monde
Pour plus de détails, voir Fiche technique et Distribution.
La Fille la plus heureuse du monde (Cea mai fericită fată din lume) est un film roumain réalisé par Radu Jude en 2009.

## Synopsis
Un couple accompagne à Bucarest leur fille Delia, une lycéenne, qui a gagné une voiture à un jeu publicitaire. Delia doit néanmoins tourner un film publicitaire qui vante la boisson avant de pouvoir repartir avec. Après une séance de maquillage et de l'attente, les prises de vues s’enchaînent et les péripéties du tournage. Dans le même temps, le père se charge de trouver un acquéreur pour la voiture. Mais Delia, qui n'a pas le permis, refuse car elle avait le projet de partir à la mer avec ses copines,.

## Fiche technique
- Titre français : La Fille la plus heureuse du monde
- Titre original : Cea mai fericită fată din lume
- Réalisation : Radu Jude
- Pays : Roumanie
- Date de sortie : 8 mai 2009 en Roumanie

## Distribution
- Andreea Bosneag (ro) Delia Cristina Fratila
- Vasile Muraru (ro) Le père de Delia
- Violeta Haret La mère de Delia
- Șerban Pavlu (en) le réalisateur du film publicitaire
- Andi Vasluianu le cadreur

## Distinctions

### Récompense
- Berlinale 2009 : Prix CICAE
- Festival de Cannes 2009 : Prix cinécole

### Sélections
- Festival de Cannes 2009 : ACID